# Buró Socialista Internacional
El Buró Socialista Internacional (BSI) fue el órgano ejecutivo e informativo permanente de la II Internacional. Creado por el Congreso de 1900 celebrado en París. Su sede estaba Bruselas (Bélgica). Estuvo integrado por representantes de todos los partidos socialistas adheridos a ella. Cada partido tenía dos delegados que lo representaban ante el BSI. 
Sus principales tareas eran mantener contacto e informar de las actividades, discusiones y opiniones de sus partidos miembros, intercambiar correspondencia entre estos, planificar y convocar los congresos de la Internacional e informar de sus resoluciones, informar de las actividades de los partidos miembros y promover su organización, mediar los conflictos entre ellos, así como examinar las solicitudes de ingreso a la Internacional, y las relaciones con organizaciones fraternales.
Presidente de su Comité Ejecutivo era Emile Vandervelde (1900-1916) y como Secretarios Generales tuvo a Victor Serwy (1900-1905) y Camille Huysmans (1905-1916).
Al crearse en 1923 la Internacional Obrera y Socialista, cambió su denominación el Buró, siendo su Presidente Vandervelde (1923-1938) y Secretario Friedrich Adler (1923-1939).